# Wanda Opęchowska

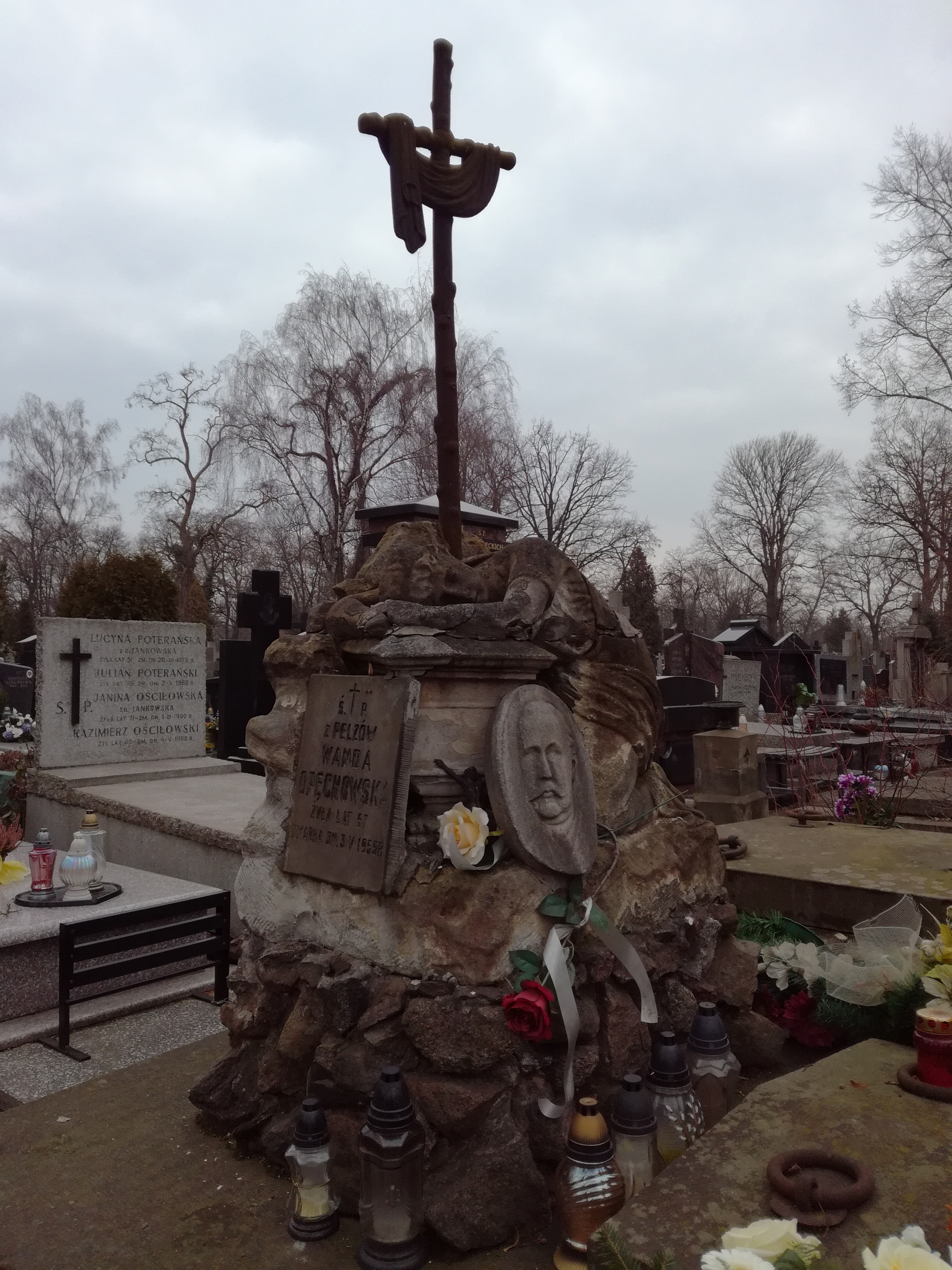
Grób Wandy Opęchowskiej na cmentarzu Bródnowskim

Wanda Opęchowska (ur. 23 czerwca 1888 w Warszawie, zm. 3 maja 1955 w Łodzi) – polska działaczka społeczna, instruktorka harcerska, wiceprzewodnicząca ZHP.

## Życiorys
Była córką inżyniera Hermana Pelza i Felicji z Żelechowskich. Ukończyła Szkołę Handlową żeńską Teodory Raczkowskiej w Warszawie oraz kursy handlowe w Duisburgu, studiowała w Genewie nauki przyrodnicze. Po I wojnie światowej prowadziła działalność na rzecz tworzenia kół rodzicielskich przy dziewczęcych szkołach średnich w Warszawie, sama kierowała takim kołem przy gimnazjum żeńskim Janiny Popielewskiej i Janiny Roszkowskiej.
Od narodzin harcerstwa działała w Związku Harcerstwa Polskiego. W 1923 została sekretarzem, a rok później wiceprzewodniczącą Zarządu Okręgu Warszawskiego ZHP. Od 1936 była wiceprzewodniczącą całego ZHP. Nadzorowała działalność Kół Przyjaciół Harcerstwa, poszukiwała funduszy na organizację obozów i inne potrzeby harcerstwa, przyczyniła się do budowy Domu Harcerza przy ul. Łazienkowskiej w Warszawie. Od 1938 pełniła mandat radnej Rady Dzielnicowej w Warszawie.
Po wybuchu II wojny światowej pozostała w Warszawie. Bez porozumienia z przewodniczącym ZHP Michałem Grażyńskim, który wyjechał z kraju, podjęła decyzję o nominacji Floriana Marciniaka na funkcję komendanta Pogotowia Harcerzy w stolicy. 27 września 1939 przewodniczyła naradzie pozostałych w Warszawie członków Rady Naczelnej ZHP, na którym zdecydowano o podjęciu działalności w konspiracji (później znanej pod nazwą Szare Szeregi - choć był to kryptonim organizacji męskiej]). Jednocześnie podjęto decyzję o powołaniu Floriana Marciniaka na Naczelnika Harcerzy.
Podczas okupacji Wanda Opęchowska pozostawała przez cały okres działania Szarych Szeregów wiceprzewodniczącą ZHP. Reprezentowała organizację wobec Departamentu Oświaty Delegatury Rządu RP na Kraj, poszukiwała środków finansowych na działalność bieżącą i pomoc dla potrzebujących członków. Jesienią 1939 zaryzykowała podjęcie pieniędzy z rachunku ZHP w Komunalnej Kasie Oszczędności w Warszawie. 12 maja 1943 przewodniczyła zebraniu kierownictwa, na którym powołano Stanisława Broniewskiego na Naczelnika Szarych Szeregów w związku z aresztowaniem Floriana Marciniaka. Po akcji bojowej pod Arsenałem (26 marca 1943) uzyskała od władz kościelnych kwaterę na Cmentarzu Wojskowym na Powązkach w Warszawie dla poległych członków Szarych Szeregów. Działała także w Towarzystwie Opieki nad Więźniami Patronat. Po wybuchu powstania warszawskiego pozostawała stale w siedzibie naczelnictwa Szarych Szeregów przy ul. Skorupki. Odbyła m.in. wizytację kwater oddziałów służby pomocniczej.
Po wojnie pracowała w Państwowym Urzędzie Repatriacyjnym w Łodzi. W Łodzi zmarła, ale pochowana została na warszawskim cmentarzu Bródnowskim (kwatera 10A-4-1).

## Życie prywatne
W 1906 wyszła za mąż za Edwarda Opęchowskiego, inżyniera, dyrektora Elektrowni Warszawskiej. Małżeństwo zakończyło się rozwodem. Syn Władysław Opęchowski (1911–1993) pracował jako profesor fizyki w kanadyjskim Vancouver.

## Ordery i odznaczenia
- Krzyż Wielki Orderu Odrodzenia Polski (pośmiertnie, 26 września 2009)[1]
- Złoty Krzyż Zasługi (11 listopada 1936)[2]
- Odznaka harcerska „Za zasługę” (1927)